# Hydractinia polyclina
Hydractinia polyclina is een hydroïdpoliep uit de familie Hydractiniidae. De poliep komt uit het geslacht Hydractinia. Hydractinia polyclina werd in 1862 voor het eerst wetenschappelijk beschreven door L. Agassiz. 